# Trichoblatta pilosa
Trichoblatta pilosa är en kackerlacksart som beskrevs av Bei-Bienko 1965. Trichoblatta pilosa ingår i släktet Trichoblatta och familjen jättekackerlackor. Inga underarter finns listade i Catalogue of Life.